# Douy-la-Ramée
Douy-la-Ramée és un municipi francès, situat al departament de Sena i Marne i a la regió de Illa de França. L'any 2007 tenia 282 habitants.
Forma part del cantó de La Ferté-sous-Jouarre, del districte de Meaux i de la Comunitat de comunes del Pays de l'Ourcq.

## Demografia

### Població
El 2007 la població de fet de Douy-la-Ramée era de 282 persones. Hi havia 96 famílies, de les quals 16 eren unipersonals (8 homes vivint sols i 8 dones vivint soles), 32 parelles sense fills, 44 parelles amb fills i 4 famílies monoparentals amb fills.
La població ha evolucionat segons el següent gràfic:
Habitants censats

### Habitatges
El 2007 hi havia 115 habitatges, 100 eren l'habitatge principal de la família, 9 eren segones residències i 6 estaven desocupats. 105 eren cases i 9 eren apartaments. Dels 100 habitatges principals, 68 estaven ocupats pels seus propietaris, 29 estaven llogats i ocupats pels llogaters i 3 estaven cedits a títol gratuït; 2 tenien una cambra, 6 en tenien dues, 12 en tenien tres, 28 en tenien quatre i 52 en tenien cinc o més. 78 habitatges disposaven pel capbaix d'una plaça de pàrquing. A 37 habitatges hi havia un automòbil i a 55 n'hi havia dos o més.

### Piràmide de població
La piràmide de població per edats i sexe el 2009 era:
| Homes | Edats   | Dones |
| ----- | ------- | ----- |
| 0     | 95 o +  | 0     |
| 4     | 90 a 94 | 4     |
| 0     | 85 a 89 | 4     |
| 4     | 80 a 84 | 0     |
| 8     | 75 a 79 | 4     |
| 0     | 70 a 74 | 0     |
| 0     | 65 a 69 | 0     |
| 4     | 60 a 64 | 4     |
| 4     | 55 a 59 | 4     |
| 4     | 50 a 54 | 8     |
| 4     | 45 a 49 | 4     |
| 8     | 40 a 44 | 4     |
| 0     | 35 a 39 | 12    |
| 32    | 30 a 34 | 12    |
| 8     | 25 a 29 | 12    |
| 4     | 20 a 24 | 0     |
| 4     | 15 a 19 | 4     |
| 4     | 10 a 14 | 8     |
| 4     | 5 a 9   | 12    |
| 20    | 0 a 4   | 4     |

## Economia
El 2007 la població en edat de treballar era de 190 persones, 159 eren actives i 31 eren inactives. De les 159 persones actives 147 estaven ocupades (88 homes i 59 dones) i 12 estaven aturades (3 homes i 9 dones). De les 31 persones inactives 9 estaven jubilades, 11 estaven estudiant i 11 estaven classificades com a «altres inactius».

### Ingressos
El 2009 a Douy-la-Ramée hi havia 94 unitats fiscals que integraven 287 persones, la mediana anual d'ingressos fiscals per persona era de 21.009 €.

### Activitats econòmiques
Dels 9 establiments que hi havia el 2007, 4 eren d'empreses de construcció, 3 d'empreses de comerç i reparació d'automòbils i 2 d'empreses de serveis.
Dels 4 establiments de servei als particulars que hi havia el 2009, 2 eren paletes i 2 lampisteries.
L'any 2000 a Douy-la-Ramée hi havia 3 explotacions agrícoles que ocupaven un total de 474 hectàrees.

## Equipaments sanitaris i escolars
El 2009 hi havia una escola elemental integrada dins d'un grup escolar amb les comunes properes formant una escola dispersa.

## Poblacions més properes
El següent diagrama mostra les poblacions més properes.